# Karel Škvor
Karel Škvor (2. listopadu 1910 Benešov – 17. června 1971 Praha) byl český interiérový a posléze filmový architekt. Za svou kariéru se podílel na návrzích dekorací a staveb pro více než 80 československých filmových snímků, provedených především ve Filmových ateliérech Barrandov v Praze, kde soustavně pracoval.

## Život
Narodil se v Benešově ve středních Čechách. Vystudoval reálné gymnázium v Praze, po roce studií strojního inženýrství na ČVUT přestoupil ku studiu architektury. Již během studia krátce pracoval jako asistent filmového architekta Štěpána Kopeckého ve Filmových ateliérech Barrandov. Po absolutoriu koncem 30. let začal pracovat v projekční kanceláři architekta Vladimíra Grégra jakožto návrhář interiérů. Zde se roku 1941 podílel na návrhu interiéru barrandovské vily filmového podnikatele Miloše Havla.
Poté, co byla Grégrova kancelář po jeho zatčení za účast v odboji zrušena okupačními německými úřady, nastoupil Škvor jako asistent architekta do AB Barrandov. Roku 1944 již provedl svůj první samostatný návrh dekorací. Počínaje koncem 40. let až do své smrti platil za jednoho z předních československých filmových architektů.
Byl dvakrát ženatý. Se svou první manželkou Valerií Zenklovou Dubskou (1925-2019), později světoznámou kanadskou módní návrhářkou, měli syna Jana (1946).

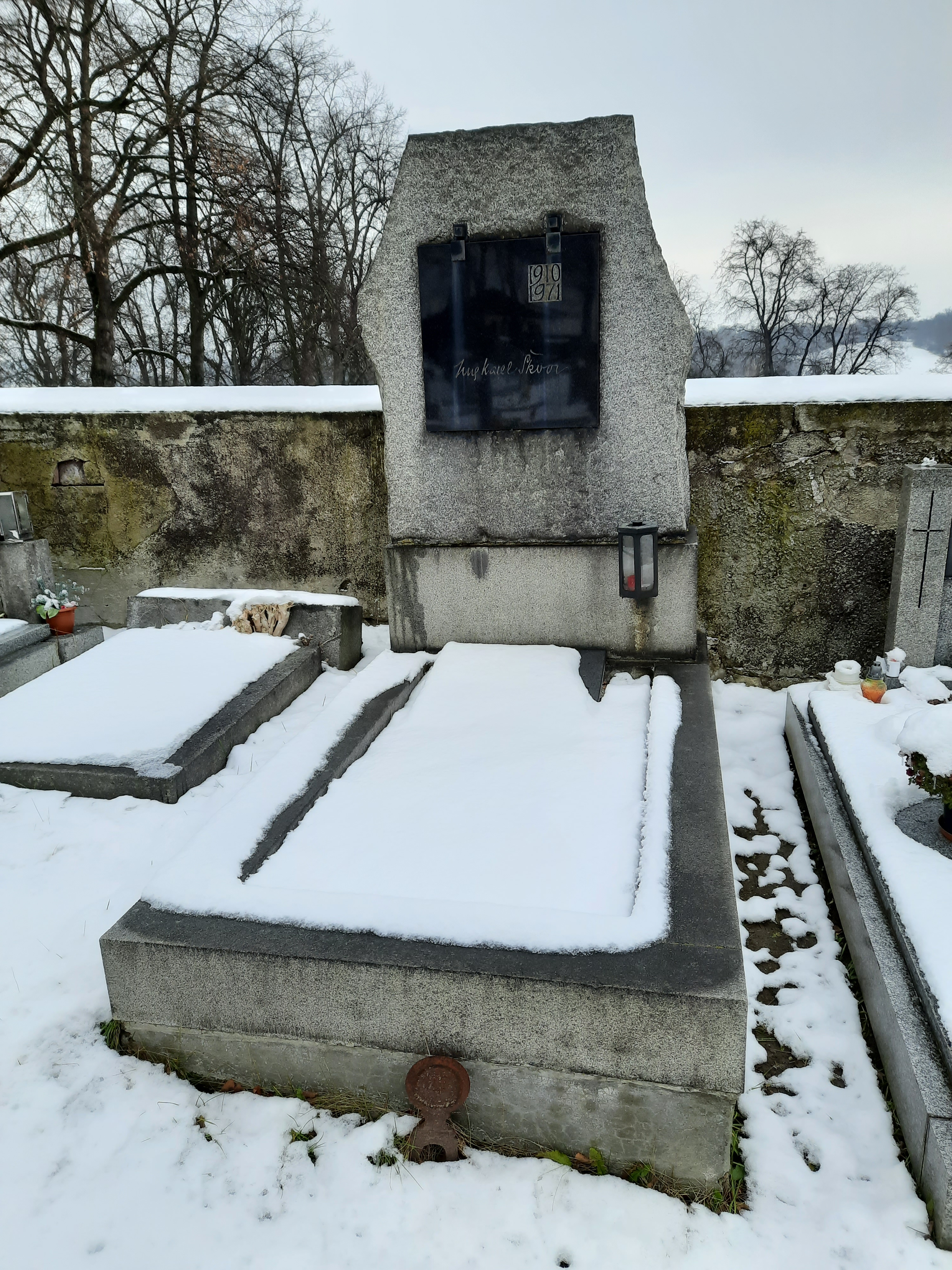
Hrob Karla Škvora na Starém městském hřbitově v Benešově

Karel Škvor zemřel 17. června 1971 v Praze ve věku 60 let. Pohřben byl na Starém městském hřbitově v Benešově.

## Dílo
Převážná část Škvorovy práce tvořily návrhy současných filmových prostředí, zejména vzhledy interiérů, kde užil své předválečné zkušenosti. Naproti tomu stál např. za velkolepými historickými výpravami tzv. Husitské revoluční trilogie režiséra Otakara Vávry či snímky režiséra Václava Kršky. Snímek Elmara Klose Obchod na korze z roku 1965, na kterém se Škvor podílel, získal od Americké filmové akademie cenu Oscar. Jeho posledním završeným dílem byly stavby pro film Hry lásky šálivé uvedený roku 1971.

### Realizované návrhy dekorací (výběr)
- Děvčica z Beskyd (1944)
- Hostinec „U kamenného stolu“ (1948)
- Bylo to v máji (1951)
- Zocelení (1952)
- Stříbrný vítr (1954)
- Nejlepší člověk (1954)
- Jan Hus (1954)
- Jan Žižka (1954)
- Zaostřit, prosím! (1954)
- Hrátky s čertem (1954)
- Vzorný kinematograf Haška Jaroslava (1955)
- Vlčí jáma (1957)
- Morálka paní Dulské (1958)
- Romeo, Julie a tma (1960)
- První parta (1960)
- Vyšší princip (1960)
- Ďáblova past (1961)
- Transport z ráje (1963)
- Zlaté kapradí (1963)
- Limonádový Joe aneb Koňská opera (1964)
- Obchod na korze (1965)
- Romance pro křídlovku (1965)
- Poklad byzantského kupce (1966)
- Happy end (1967)
- Maratón (1968)
- Kladivo na čarodějnice (1969)
- Hry lásky šálivé (1971)